# 스케이븐
스케이븐은 워해머에 등장하는 가상의 쥐 인간 종족이다. 지하에 터널로 이루어진 광대한 지하제국을 이루고 있으며, 거기에 쥐 특유의 번식력까지 겹쳐 엄청난 스케일을 자랑한다. 스케이븐의 에신 클랜의 경우는 워해머 세계관에서 설정상으로만 존재하는 동방국가 케세이까지 다녀왔을 정도며, 같은 지역인 올드월드의 드워프 영토는 물론 페스틸렌스 클랜의 경우는 남쪽의 리자드맨 영토까지 침략한 경력이 있다.
스케이븐은 워프스톤이라는 카오스의 에너지를 담은 특수한 돌에 크게 의존하고 있다. 종족의 기원부터 이미 워프스톤의 에너지에 오염된 쥐들이 지능을 가지게 된 것이라는 설정이며, 실제 게임에 등장하는 모델들에서도 워프스톤을 흔히 볼 수 있다(워프 라이트닝 캐논, 워프파이어 쓰로어, 포이즌 윈드 글로바디어 등).
스케이븐 사회는 클랜이라는 집단을 기본으로 구성되며 수많은 클랜들이 개인의 이익을 위해 마치 중국이나 일본의 전국시대 같은 내전을 벌이고 있으며, 내전에서 진 약소 클랜은 더 강한 클랜에게 종속돼 노예로 전락한다. 따라서 스케이븐의 사회는 배반과 암살과 음모가 판치며 더 강한 권력에 대한 탐욕이 가득 찬 사회다. 게임 상에 등장하는 스케이븐 모델들은 그 중에서도 가장 영향력이 큰 4대 클랜(페스틸렌스, 에신, 몰더, 스크라이어)의 구성원들이며 설정상 다른 스케이븐 클랜들에게 마치 용병처럼 대가를 받고 여러 가지 지원을 함으로써 수입을 얻는다.
스케이븐 사회의 최정점은 뿔난 쥐라는 스케이븐의 신과 십삼인회라는 일종의 의회로, 4대 클랜과 더불어 그레이시어라는 뿔난 쥐의 사제들로 이루어져 있다.에이해관계가 각자 다른 스케이븐의 클랜이라도 뿔난 쥐와 십삼인회의 법령을 무시할 순 없으며, 무시할 경우 중세 유럽의 파문처럼 스케이븐 사회의 공공의 적으로 낙인찍히게 되어 암살당한다.
모르스클랜은여덝봉우리로부를쌓았고 락투스클랜 은스톤버민용병으로부를쌓음
리자드맨의 개정에 뒤이어 개정된다는 루머가 떠돌았는데, 2009년 11월에 개정되는 것으로 확정되었다.